# Paris (албум)
Парис је први албум Парис Хилтон објављен 2006. године. Са Парис Хилтон сарађивао је познати продуцент који је радио албуме са многим познатим личностима као што су Кристина Агилера, Бијонсе Ноулс и многи други. По многима највећи хит са албума била је песма "Stars are blind".

## Листа песама
1. „“ - 3:12
2. „“ - 4:01
3. „“ - 3:56
4. „“ - 3:12
5. „“ - 3:40
6. „“ - 3:43
7. „“ - 3:10
8. „“ - 3:41
9. „“ - 3:35
10. „“ - 3:06
11. „“ - 4:34